# 中蘇文化協會舊址
中蘇文化協會舊址位於重慶市渝中区七星岗街道中山一路162号，是抗戰時期遷渝的中蘇文化協會辦公與活動機關場地遺存。1983年12月1日列為重慶市第一批市級文物保護單位。2000年9月7日列為第一批重慶市文物保護單位。